# Pstrokatka żółtobiała

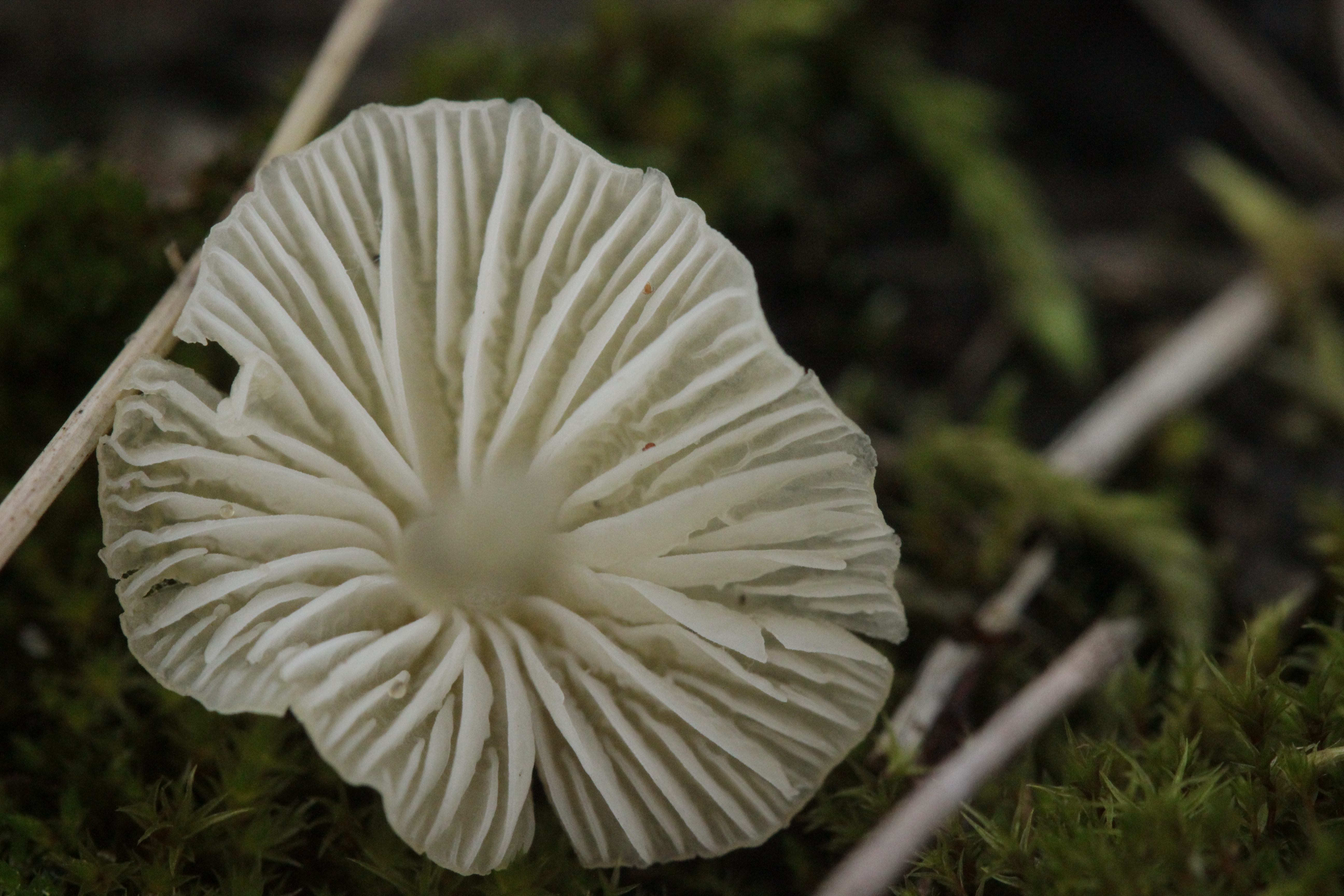

Pstrokatka żółtobiała (Atheniella flavoalba (Bull.) Redhead, Moncalvo, Vilgalys, Desjardin & B.A. Perry) – gatunek grzybów należący do rodziny grzybówkowatych (Mycenaceae).

## Systematyka i nazewnictwo
Pozycja w klasyfikacji według Index Fungorum: Atheniella, Mycenaceae, Agaricales, Agaricomycetidae, Agaricomycetes, Agaricomycotina, Basidiomycota, Fungi.
Po raz pierwszy takson ten zdiagnozował w 1838 r. Elias Fries, nadając mu nazwę Agaricus flavoalbus. W 1872 r. Lucien Quélet przeniósł go do rodzaju Mycena. W 2012 r. mykolodzy Redhead, Moncalvo, Vilgalys, Desjardin i B.A. Perry stwierdzili jednak, że pewne cechy wskazują na przynależność tego gatunku do rodziny twardzioszkowatych. Utworzyli nowy rodzaj Atheniella i nadali gatunkowi obecną, uznaną przez Index Fungorum nazwę.
Synonimy naukowe:

- Agaricus flavoalbus Fr. 1838
- Hemimycena flavoalba (Fr.) Singer 1938
- Marasmiellus flavoalbus (Fr.) Singer 1951
- Mycena flavoalba (Fr.) Quél. 1872
- Mycena flavoalba f. amara (J. Favre) E. Ludw. 2012
- Mycena flavoalba var. amara J. Favre 1948
- Mycena flavoalba var. microspora A.H. Sm. 1947

Nazwę zwyczajową grzybkówka żółtobiała nadała Maria Lisiewska w 1987 r. Po przeniesieniu taksonu do rodzaju Atheniella nazwa polska stała się niespójna z nazwą naukową. W 2025 r. Komisja ds. Polskiego Nazewnictwa Grzybów Polskiego Towarzystwa Mykologicznego zarekomendowała używanie nazwy pstrokatka żółtobiała.

## Morfologia
Kapelusz
Średnica 0,8–2 cm. Kształt początkowo dzwonkowato-stożkowaty ze stożkowym garbem, potem łukowaty, w końcu płaski. Brzeg delikatnie falowany, czasami wywinięty. Powierzchnia naga, gładka, matowa. Jest higrofaniczny, czasami żłobkowany aż do samego środka. Barwa od jasnożółtej do żółtej z nieco pomarańczowym odcieniem. Przy brzegu jaśniejszy, białawy, czasami cały bywa białawy.
Blaszki
Wąsko przyrośnięte i nieco zbiegające ząbkiem, szerokie. Ostrza gładkie.
Trzon
Wysokość 2,5–6 cm, grubość 1–1,5 mm, cylindryczny, pusty w środku, prosty. Powierzchnia matowa, biaława, żółtawa lub szarawa, biało oprószona. Charakterystyczna jego cechą jest, że jest elastyczny, jak u twardzioszków.
Miąższ
Bardzo cienki, wodnisty, białawy lub lekko żółtawy. Smak i zapach rzodkiewkowy.
Cechy mikroskopowe
Podstawki 24–30 × 5,5–6,5 μm, smukłe, maczugowate, 4–zarodnikowe, ze sprzążkami. Zarodniki 6,5–9 × 3–4,5 μm nieamyloidalne. Cheilocystydy 30-60 × 5,5–12,5 μm, zmieszane z podstawkami, wrzecionowate, o szypułkach różnej długości, ze sprzążkami, na wierzchołkowo czasami pokryte galaretowate. Pleurocystydy podobne. Strzępki skórki o szerokości 2–6,5 μm, zbite, pokryte prostymi lub bardzo rozgałęzionymi, cylindrycznymi lub silnie nabrzmiałymi naroślami o wymiarach 2–20 × 2–6,5 μm. Mają tendencję do tworzenia bardzo gęstych mas i żelatynizacji. Strzępki warstwy korowej o szerokości 2,5–4,5 μm, zbite, gładkie. Kaulocystydy o wymiarach 65 × 20 μm, wrzecionowate, baryłkowate, prawie cylindryczne, maczugowate lub prawie kuliste.
Gatunki podobne:
Grzybówka cytrynowa (Mycena epipterygia). Odróżnia się lepkim i śliskim trzonem i kapeluszem oraz cytrynowym zabarwieniem. Grzybówka zielonawa (Mycena arcangeliana) występuje na obumarłym, próchniejącym drewnie i ma kapelusz o oliwkowym odcieniu. Grzybówka modrooliwkowa (Mycena amicta) ma trzon o niebieskawym odcieniu.

## Występowanie i siedlisko
Zanotowano występowanie tego gatunku w Ameryce Północnej i Europie. W Europie jest szeroko rozprzestrzeniony. W Polsce podano liczne stanowiska na terenie całego kraju. Jest dość pospolity.
Saprotrof. Owocniki pojawiają się pojedynczo lub w niewielkich grupkach od sierpnia do listopada. Występuje w lasach i poza lasami, na igliwiu, w trawach, mchach, wśród opadłych liści.